# Giancarlo Favarin
Giancarlo Favarin (Pisa, 28 agosto 1958) è un allenatore di calcio ed ex calciatore italiano, di ruolo centrocampista, tecnico dell'Olbia.

## Caratteristiche tecniche

### Giocatore
Agiva da mediano davanti alla difesa.

### Allenatore
Favarin in panchina si dimostra un tecnico molto attento alla cura dell'organizzazione difensiva, dal gioco non spettacolare ma molto pragmatico e versatile, in grado di adattarsi e quindi sfruttare al meglio le qualità dei giocatori a disposizione in rosa. Le squadre di Favarin sono solitamente disposte con un 3-5-2 o un 4-3-3.

## Carriera
A 27 anni ha lasciato il calcio professionistico per motivi personali. Inizia la carriera da tecnico a 36 anni, alla guida del Montecatini. Nel 1995 passa alla guida dell'Aglianese in Eccellenza, guidando la squadra alla promozione in Serie D. Nel 1998 passa alla guida del Castelnuovo in Serie D. A fine stagione la squadra vince il campionato, archiviando una storica promozione tra i professionisti. Dopo alcune esperienze in terza serie, nel 2008 scende di categoria, accordandosi con la Lucchese, che guida ad una doppia promozione in Lega Pro Prima Divisione, archiviando due campionati e la Supercoppa di Lega di Seconda Divisione. Il 25 ottobre 2010 viene esonerato e sostituito da Paolo Indiani. Alla luce dei risultati ottenuti con la Lucchese, il 7 febbraio 2011 è stato premiato con la Panchina d'argento dal settore tecnico della FIGC.
Il 17 gennaio 2012 subentra sulla panchina del Venezia, in Serie D, al posto di David Sassarini. Dopo aver vinto il campionato con i lagunari – successo a cui seguirà la vittoria dello Scudetto Dilettanti – il 19 agosto viene chiamato sulla panchina del Matera. Sollevato dall'incarico dai lucani nel mese di dicembre, nel 2013 gli viene affidata la panchina del Viktoria Žižkov, società militante nella seconda serie ceca, guidando la squadra all'ottavo posto. Il 12 ottobre 2013 viene ingaggiato dal Bisceglie, in Serie D. Il 17 luglio 2014 firma un contratto annuale con la Fidelis Andria, con cui a fine stagione conquista la promozione in Lega Pro.
L'8 giugno 2015 viene nominato tecnico del Pisa, salvo poi essere sollevato dall'incarico e sostituito da Gennaro Gattuso il 20 agosto, in concomitanza con il passaggio di proprietà. Il 24 novembre viene richiamato sulla panchina del Venezia. Il 24 aprile 2016 la squadra archivia la promozione in terza serie. Per il tecnico toscano si tratta del quinto campionato vinto in Serie D, il secondo consecutivo. Il 6 giugno viene sostituito in panchina da Filippo Inzaghi.
Il 17 giugno si accorda per la seconda volta con la Fidelis Andria, in Lega Pro. A fine stagione la società – nonostante un avvio promettente che aveva portato la squadra ad inanellare una serie di 17 risultati utili consecutivi, salvo poi mancare l'accesso ai play-off per un punto, causa peggior differenza reti rispetto al Catania – decide di non proseguire il rapporto con il tecnico. Il 6 ottobre 2017 sostituisce Vitaliano Bonuccelli sulla panchina del Gavorrano, ultimo in classifica con 0 punti in 7 gare. Sotto la sua gestione la squadra ottiene 36 punti in 30 partite, tuttavia a fine stagione i minerari retrocedono in Serie D dopo aver perso i play-out contro il Cuneo.
Il 25 luglio 2018 firma un biennale con la Lucchese. Il 29 gennaio 2019 viene squalificato dal giudice sportivo per cinque mesi, a seguito di un acceso diverbio con il vice allenatore dell'Alessandria, culminato in una testata. Nonostante una penalizzazione di 25 punti (ridotti a 23 dopo la fine del torneo) riesce a centrare la salvezza ai play-out, vanificata dal fallimento a fine stagione della società toscana.
Il 9 luglio 2019 torna per la terza volta alla guida della Fidelis Andria. Il 4 novembre viene esonerato, salvo poi essere richiamato il 17 dicembre in sostituzione di Raimondo Catalano. Il 6 luglio 2020 viene nominato tecnico del Follonica Gavorrano, in Serie D. Il 29 marzo 2021 rassegna le proprie dimissioni.
Il 27 dicembre 2021 sostituisce Marco Amelia sulla panchina del Prato, in Serie D. Dopo aver guidato la squadra al settimo posto in campionato, il 24 ottobre 2022 viene sollevato dall'incarico dopo la sconfitta contro il Mezzolara.
Il 14 febbraio 2023 – grazie alla nuova regola che permette agli allenatori esonerati prima del 30 novembre di accasarsi con una nuova squadra, nella stessa annata sportiva – viene ingaggiato dal Tau Altopascio. Termina la stagione al nono posto in classifica, conquistando la salvezza diretta con una giornata d'anticipo. Il 22 maggio 2023 la società lucchese comunica di aver interrotto il rapporto con il tecnico, in seguito al mancato accordo per il rinnovo del contratto.
Il 19 giugno 2023 viene ingaggiato dal Livorno, in Serie D. L'8 gennaio 2024, all'indomani della sconfitta interna rimediata contro il Poggibonsi, rassegna le dimissioni, con la squadra al sesto posto in classifica.
Nel novembre 2024, gli agrigentini dell'Akragas, che occupano l'ultimo posto in classifica nel Girone I di Serie D, lo annunciano come nuovo allenatore al posto dell'esonerato Lillo Bonfatto. Viene esonerato nel marzo successivo.
Il 7 agosto 2025  ritorna dopo 21 anni sulla panchina dell' Olbia, stavolta in Serie D.

## Statistiche

### Statistiche da allenatore
Statistiche aggiornate al 7 gennaio 2024. In grassetto le competizioni vinte.
| Stagione                   | Squadra                    | Campionato                 | Campionato | Campionato | Campionato | Campionato | Coppe nazionali | Coppe nazionali | Coppe nazionali | Coppe nazionali | Coppe nazionali | Coppe continentali | Coppe continentali | Coppe continentali | Coppe continentali | Coppe continentali | Altre coppe | Altre coppe | Altre coppe | Altre coppe | Altre coppe | Totale | Totale | Totale | Totale | % Vittorie | Piazzamento                      |
| Stagione                   | Squadra                    | Comp                       | G          | V          | N          | P          | Comp            | G               | V               | N               | P               | Comp               | G                  | V                  | N                  | P                  | Comp        | G           | V           | N           | P           | G      | V      | N      | P      | %          | Piazzamento                      |
| -------------------------- | -------------------------- | -------------------------- | ---------- | ---------- | ---------- | ---------- | --------------- | --------------- | --------------- | --------------- | --------------- | ------------------ | ------------------ | ------------------ | ------------------ | ------------------ | ----------- | ----------- | ----------- | ----------- | ----------- | ------ | ------ | ------ | ------ | ---------- | -------------------------------- |
| 1995-1996                  | Aglianese                  | Ecc.                       | 30+4       | 15+2       | 12+1       | 3+1        | CI-Dil          | -               | -               | -               | -               | -                  | -                  | -                  | -                  | -                  | -           | -           | -           | -           | -           | 34     | 17     | 13     | 4      | 50,00      | 2º (prom.)                       |
| 1996-1997                  | Fucecchio                  | Ecc.                       | 30         | 11         | 12         | 7          | CI-Dil          | 2               | 1               | 0               | 1               | -                  | -                  | -                  | -                  | -                  | -           | -           | -           | -           | -           | 32     | 12     | 12     | 8      | 37,50      | 4º                               |
| 1997-1998                  | Cecina                     | Ecc.                       | 30         | 14         | 9          | 7          | CI-Dil          | -               | -               | -               | -               | -                  | -                  | -                  | -                  | -                  | -           | -           | -           | -           | -           | 30     | 14     | 9      | 7      | 46,67      | 3º                               |
| 1998-1999                  | Castelnuovo                | CND                        | 34         | 22         | 6          | 6          | CI-Dil          | 4               | 1               | 1               | 2               | -                  | -                  | -                  | -                  | -                  | PS          | 2           | 0           | 2           | 0           | 40     | 23     | 9      | 8      | 57,50      | 1º (prom.)                       |
| 1999-2000                  | Castelnuovo                | C2                         | 34+2       | 14+1       | 15         | 5+1        | CI-C            | 4               | 0               | 0               | 4               | -                  | -                  | -                  | -                  | -                  | -           | -           | -           | -           | -           | 40     | 15     | 15     | 10     | 37,50      | 3º                               |
| 2000-2001                  | Castelnuovo                | C2                         | 34         | 11         | 12         | 11         | CI-C            | 4               | 0               | 2               | 2               | -                  | -                  | -                  | -                  | -                  | -           | -           | -           | -           | -           | 38     | 11     | 14     | 13     | 28,95      | 9º                               |
| Totale Castelnuovo         | Totale Castelnuovo         | Totale Castelnuovo         | 104        | 48         | 33         | 23         |                 | 12              | 1               | 3               | 8               |                    | -                  | -                  | -                  | -                  |             | 2           | 0           | 2           | 0           | 118    | 49     | 38     | 31     | 41,53      |                                  |
| 2001-feb. 2002             | Carrarese                  | C1                         | 22         | 5          | 6          | 11         | CI-C            | 4               | 1               | 1               | 2               | -                  | -                  | -                  | -                  | -                  | -           | -           | -           | -           | -           | 26     | 6      | 7      | 13     | 23,08      | esonerato                        |
| 2002-2003                  | Fano                       | C2                         | 17+2       | 5+1        | 5+1        | 7          | CI-C            | 4               | 0               | 2               | 2               | -                  | -                  | -                  | -                  | -                  | -           | -           | -           | -           | -           | 23     | 6      | 8      | 9      | 26,09      | esonerato, subentrato, 16º       |
| 2003-2004                  | Olbia                      | C2                         | 34         | 10         | 13         | 11         | CI-C            | 4               | 0               | 3               | 1               | -                  | -                  | -                  | -                  | -                  | -           | -           | -           | -           | -           | 38     | 10     | 16     | 12     | 26,32      | 11º                              |
| dic. 2004-2005             | Latina                     | C2                         | 22         | 7          | 9          | 6          | CI-C            | -               | -               | -               | -               | -                  | -                  | -                  | -                  | -                  | -           | -           | -           | -           | -           | 22     | 7      | 9      | 6      | 31,82      | subentrato, 12º                  |
| ago.-dic. 2005             | Latina                     | C2                         | 14         | 3          | 5          | 6          | CI-C            | 6               | 2               | 3               | 1               | -                  | -                  | -                  | -                  | -                  | -           | -           | -           | -           | -           | 20     | 5      | 8      | 7      | 25,00      | esonerato                        |
| Totale Latina              | Totale Latina              | Totale Latina              | 36         | 10         | 14         | 12         |                 | 6               | 2               | 3               | 1               |                    | -                  | -                  | -                  | -                  |             | -           | -           | -           | -           | 42     | 12     | 17     | 13     | 28,57      |                                  |
| ago.-ott. 2006             | Ternana                    | C1                         | 9          | 2          | 3          | 4          | CI+CI-C         | 1+0             | 0               | 0               | 1               | -                  | -                  | -                  | -                  | -                  | -           | -           | -           | -           | -           | 10     | 2      | 3      | 5      | 20,00      | esonerato                        |
| 2007-2008                  | Scafatese                  | C2                         | 18         | 3          | 6          | 9          | CI-C            | 4               | 0               | 2               | 2               | -                  | -                  | -                  | -                  | -                  | -           | -           | -           | -           | -           | 22     | 3      | 8      | 11     | 13,64      | esonerato, subentrato, esonerato |
| 2008-2009                  | Lucchese                   | D                          | 38         | 26         | 5          | 7          | -               | -               | -               | -               | -               | -                  | -                  | -                  | -                  | -                  | PS          | 2           | 0           | 1           | 1           | 40     | 26     | 6      | 8      | 65,00      | 1º (prom.)                       |
| 2009-2010                  | Lucchese                   | 2D                         | 34         | 19         | 11         | 4          | CI-LP           | 5               | 2               | 2               | 1               | -                  | -                  | -                  | -                  | -                  | SdL-2D      | 2           | 2           | 0           | 0           | 41     | 23     | 13     | 5      | 56,10      | 1º (prom.)                       |
| ago.-ott. 2010             | Lucchese                   | 1D                         | 10         | 3          | 2          | 5          | CI+CI-LP        | 1+1             | 0+1             | 1+0             | 0               | -                  | -                  | -                  | -                  | -                  | -           | -           | -           | -           | -           | 12     | 4      | 3      | 5      | 33,33      | esonerato                        |
| gen.-giu. 2012             | Venezia                    | D                          | 15         | 8          | 5          | 2          | CI-D            | -               | -               | -               | -               | -                  | -                  | -                  | -                  | -                  | PS          | 4           | 3           | 1           | 0           | 19     | 11     | 6      | 2      | 57,89      | subentrato, 1º (prom.)           |
| set.-dic. 2012             | Matera                     | D                          | 16         | 10         | 1          | 5          | CI-D            | -               | -               | -               | -               | -                  | -                  | -                  | -                  | -                  | -           | -           | -           | -           | -           | 16     | 10     | 1      | 5      | 62,50      | subentrato, esonerato            |
| mar.-giu. 2013             | Viktoria Žižkov            | 2L                         | 11         | 3          | 5          | 3          | CC              | -               | -               | -               | -               | -                  | -                  | -                  | -                  | -                  | -           | -           | -           | -           | -           | 11     | 3      | 5      | 3      | 27,27      | subentrato, 8º                   |
| 2013-mar. 2014             | Bisceglie                  | D                          | 18         | 6          | 7          | 5          | CI-D            | 1               | 0               | 1               | 0               | -                  | -                  | -                  | -                  | -                  | -           | -           | -           | -           | -           | 19     | 6      | 8      | 5      | 31,58      | subentrato, esonerato            |
| 2014-2015                  | Fidelis Andria             | D                          | 34         | 22         | 8          | 4          | CI-D            | 1               | 0               | 0               | 1               | -                  | -                  | -                  | -                  | -                  | PS          | 2           | 0           | 1           | 1           | 37     | 22     | 9      | 6      | 59,46      | 1º (prom.)                       |
| ago. 2015                  | Pisa                       | LP                         | 0          | 0          | 0          | 0          | CI+CI-LP        | 2+0             | 1               | 1               | 0               | -                  | -                  | -                  | -                  | -                  | -           | -           | -           | -           | -           | 2      | 1      | 1      | 0      | 50,00      | esonerato                        |
| nov. 2015-2016             | Venezia                    | D                          | 23         | 17         | 5          | 1          | CI-D            | 1               | 0               | 1               | 0               | -                  | -                  | -                  | -                  | -                  | PS          | 2           | 0           | 0           | 2           | 26     | 17     | 6      | 3      | 65,38      | subentrato, 1º (prom.)           |
| Totale Venezia             | Totale Venezia             | Totale Venezia             | 38         | 25         | 10         | 3          |                 | 1               | 0               | 1               | 0               |                    | -                  | -                  | -                  | -                  |             | 6           | 3           | 1           | 2           | 45     | 28     | 12     | 5      | 62,22      |                                  |
| 2016-2017                  | Fidelis Andria             | LP                         | 38         | 10         | 17         | 11         | CI+CI-LP        | 1+1             | 0               | 1+1             | 0               | -                  | -                  | -                  | -                  | -                  | -           | -           | -           | -           | -           | 40     | 10     | 19     | 11     | 25,00      | 12º                              |
| 2017-2018                  | Gavorrano                  | C                          | 30+2       | 9          | 9+1        | 12+1       | CI-C            | -               | -               | -               | -               | -                  | -                  | -                  | -                  | -                  | -           | -           | -           | -           | -           | 32     | 9      | 10     | 13     | 28,13      | subentrato, 17º (retr.)          |
| 2018-2019                  | Lucchese                   | C                          | 37+4       | 9+3        | 18         | 10+1       | CI-C            | 3               | 0               | 2               | 1               | -                  | -                  | -                  | -                  | -                  | -           | -           | -           | -           | -           | 44     | 12     | 20     | 12     | 27,27      | 19º                              |
| Totale Lucchese            | Totale Lucchese            | Totale Lucchese            | 123        | 60         | 36         | 27         |                 | 9               | 3               | 4               | 2               |                    | -                  | -                  | -                  | -                  |             | 4           | 2           | 1           | 1           | 136    | 65     | 40     | 30     | 47,79      |                                  |
| 2019-2020                  | Fidelis Andria             | D                          | 20         | 7          | 4          | 9          | CI-D            | 2               | 0               | 1               | 1               | -                  | -                  | -                  | -                  | -                  | -           | -           | -           | -           | -           | 22     | 7      | 5      | 10     | 31,82      | esonerato, subentrato, 13º       |
| Totale Fidelis Andria      | Totale Fidelis Andria      | Totale Fidelis Andria      | 92         | 39         | 29         | 24         |                 | 5               | 0               | 3               | 2               |                    | -                  | -                  | -                  | -                  |             | 2           | 0           | 1           | 1           | 99     | 39     | 33     | 27     | 39,39      |                                  |
| 2020-mar. 2021             | Follonica Gavorrano        | D                          | 22         | 8          | 6          | 8          | -               | -               | -               | -               | -               | -                  | -                  | -                  | -                  | -                  | -           | -           | -           | -           | -           | 22     | 8      | 6      | 8      | 36,36      | rescissione consensuale          |
| Totale Follonica Gavorrano | Totale Follonica Gavorrano | Totale Follonica Gavorrano | 54         | 17         | 16         | 21         |                 | 0               | 0               | 0               | 0               |                    | -                  | -                  | -                  | -                  |             | -           | -           | -           | -           | 54     | 17     | 16     | 21     | 31,48      |                                  |
| dic. 2021-2022             | Prato                      | D                          | 20         | 8          | 7          | 5          | CI-D            | 1               | 0               | 0               | 1               | -                  | -                  | -                  | -                  | -                  | -           | -           | -           | -           | -           | 21     | 8      | 7      | 6      | 38,10      | subentrato, 7º                   |
| ago.-ott. 2022             | Prato                      | D                          | 10         | 2          | 4          | 4          | CI-D            | 1               | 1               | 0               | 0               | -                  | -                  | -                  | -                  | -                  | -           | -           | -           | -           | -           | 11     | 3      | 4      | 4      | 27,27      | esonerato                        |
| Totale Prato               | Totale Prato               | Totale Prato               | 30         | 10         | 11         | 9          |                 | 2               | 1               | 0               | 1               |                    | -                  | -                  | -                  | -                  |             | -           | -           | -           | -           | 32     | 11     | 11     | 10     | 34,38      |                                  |
| feb.-giu. 2023             | Tau Altopascio             | D                          | 11         | 4          | 4          | 3          | CI-D            | -               | -               | -               | -               | -                  | -                  | -                  | -                  | -                  | -           | -           | -           | -           | -           | 11     | 4      | 4      | 3      | 36,36      | subentrato, 9º                   |
| 2023-gen. 2024             | Livorno                    | D                          | 18         | 9          | 5          | 4          | CI-D            | 4               | 2               | 1               | 1               | -                  | -                  | -                  | -                  | -                  | -           | -           | -           | -           | -           | 22     | 11     | 6      | 5      | 50,00      | rescissione consensuale          |
| nov. 2024-2025             | Akragas                    | D                          | 0          | 0          | 0          | 0          | CI-D            | -               | -               | -               | -               | -                  | -                  | -                  | -                  | -                  | -           | -           | -           | -           | -           | 0      | 0      | 0      | 0      | —          | subentrato, in corso             |
| Totale carriera            | Totale carriera            | Totale carriera            | 747        | 310        | 238        | 199        |                 | 62              | 12              | 26              | 24              |                    | -                  | -                  | -                  | -                  |             | 14          | 5           | 5           | 4           | 823    | 327    | 269    | 227    | 39,73      |                                  |

## Palmarès

### Giocatore

#### Club

##### Competizioni regionali
- Promozione Toscana: 1

Cuoiopelli: 1977-1978 (Girone A)
- Campionato Interregionale: 1

Cuoiopelli: 1985-1986 (Girone E)

##### Competizioni nazionali
- Campionato italiano Serie C2: 1

Jesina: 1983-1984 (Girone C)

### Allenatore

#### Club

##### Competizioni regionali
- Campionato di Prima Categoria Toscana: 1

Montecatini: 1994-1995
- Coppa Italia Dilettanti: 1

Fucecchio: 1996-1997 (Toscana)

##### Competizioni nazionali
- Campionato Nazionale Dilettanti: 1

Castelnuovo: 1998-1999 (Girone F)
- Serie D: 4

Lucchese: 2008-2009 (Girone E)
Venezia: 2011-2012 (Girone B), 2015-2016 (Girone C)
Fidelis Andria: 2014-2015 (Girone H)
- Lega Pro Seconda Divisione: 1

Lucchese: 2009-2010 (Girone B)
- Supercoppa di Lega di Seconda Divisione: 1

Lucchese: 2010
- Scudetto Dilettanti: 1

Venezia: 2011-2012

#### Individuale
- Panchina d'argento: 1

2009-2010